# Problème social
Un problème social est considéré comme étant une difficulté ou une confusion majeure vécue dans une société donnée.

## Définitions
Pour qu'une situation problématique soit considérée comme un problème social, elle doit posséder 4 caractéristiques :
- une dimension objective : on doit pouvoir en mesurer l'ampleur
- une dimension subjective : il doit y avoir des conséquences reconnues
- un conflit avec les normes et les valeurs d'une société donnée
- il doit être corrigible